# Näshults församling
Näshults församling var en församling i Växjö stift och Vetlanda kommun. Den 1 januari 2006 uppgick församlingen i Nye, Näshult och Stenberga församling.
Församlingskyrka var Näshults kyrka.

## Administrativ historik
Församlingen har medeltida ursprung.
Församlingen utgjorde under medeltiden ett eget pastorat för att sedan till 1962 vara moderförsamling i pastoratet Näshult och Stenberga och från 1962 till 1993 vara annexförsamling i pastoratet Nye, Skirö, Näshult och Stenberga. Församlingen var från 1993 till 2006 annexförsamling i pastoratet Korsberga, Lemnhult, Södra Solberga, Nye, Näshult och Stenberga. Den 1 januari 2006 gick församlingen upp i Nye, Näshult och Stenberga församling.
Församlingskod var 068511.

## Series pastorum
Följande personer har enligt herdaminne för Växjö stift tjänstgjort som kyrkoherdar i Näshult fram till 1930-talet.
- (1283) – Finwidus
- (1328) – Olaus Arnulphi
- (1393) – Pæter
- (1475) – Hemming
- (1543) – Laurenz
- (1549)–(1555) – Rasmus
- (1559)–1566 – Lars Pedersson
- 1566–1584 – Kebbo Birgeri
- 1584–1600 – Birgerus Kebbonis (son till företrädaren)
- 1600–1602 – Jonas Olai
- 1603–(1630) – Ingellus Petri
- (1635)–1653 – Kebbo Ingelli (son till företrädaren)
- 1654–1664 – Jonas Petri Bozæus
- 1666–1690 – Erland Kebbonius
- 1692–1709 – Magnus Nicander
- 1711–1720 – Jonas Arenander
- 1720–1751 – Jacob Stocke
- 1752–1771 – Petrus Danielsson
- 1772–1773 – Steno Wikbom
- 1774–1784 – Jonas Danielsson
- 1785–1804 – Magnus Åhlin
- 1804–1833 – Eric Elgmark
- 1834–1846 – Joseph Wickelgren
- 1847–1854 – Peter Johannes Carlstedt
- 1855–1862 – Johan Gustaf Boring
- 1863–1871 – Karl Peter Borgh
- 1872–1889 – Jonas Peter Wirseen
- 1889–1892 – Carl August Andersson
- 1893–1915 – Göran Melcher Elg
- 1917–19?? – Sten Johan Ragnar Rydeman

## Klockare, kantor och organister
| Ämbetstid | Namn                        | Levnadstid | Övrigt                |
| --------- | --------------------------- | ---------- | --------------------- |
| 1713-1714 | Hans Isaksson               |            | Klockare              |
| 1745-1752 | Peter Cederstrand           |            | Organist och klockare |
| 1754-1759 | Peter Johansson             | 1735-      | Organist och klockare |
| 1760-1768 | Börje Wahlgren              | 1733-      | Organist och klockare |
| 1771-1828 | Sven Persson                | 1750-1828  | Organist och klockare |
| 1828-1868 | Anders Jeremiasson Lindgren | 1802-1868  | Organist och klockare |